# Badminton 1940
Höhepunkt des Badmintonjahres 1940 waren die Malaysia Open. Skandinavien, Frankreich, Nordamerika, Australien, Indien und Malaya waren die Zentren der Sportart im zweiten Kriegsjahr, während kriegsbedingt auf den britischen Inseln der Spielbetrieb zum Erliegen kam. 
==International Badminton Federation==
Die International Badminton Federation hatte 16 Mitglieder: Australien, Dänemark, England, Frankreich, Indien, Irland, Kanada, Malaya, Mexiko, Neuseeland, Norwegen, Schottland, Schweden, Südafrika, USA und Wales, wobei Südafrika 1940 in die IBF eintrat.
== Veranstaltungen ==
===Malaysia Open 1940===
Die Malaysia Open 1940 im Badminton fanden Ende März 1940 in Ipoh statt. Sie waren die 4. Auflage dieses Championats.

#### Finalresultate der Malaysia Open 1940
| Disziplin    | Sieger                      | Finalist                       | Ergebnis     |
| ------------ | --------------------------- | ------------------------------ | ------------ |
| Herreneinzel | Wong Peng Soon              | Ooi Teik Hock                  | 15-1, 15-7   |
| Dameneinzel  | Cecilia Chan                | Lee Chee Neo                   | 11-0, 11-1   |
| Herrendoppel | Ooi Teik Hock Tan Kin Hong  | Chee Choon Wah Chee Choon Keng | 18-14, 15-11 |
| Damendoppel  | Lee Chee Neo Lee Kim Leo    | Chan Kon Yoon Cecilia Chan     | 15-10, 15-7  |
| Mixed        | Wong Peng Soon Lee Chee Neo | Ooi Teik Hock Cecilia Chan     | 15-9, 15-11  |